# Andy Hampsten
Andrew (Andy) Hampsten (Columbus (Ohio), 7 april 1962) is een voormalig Amerikaans wielrenner.

## Carrière
Hampsten bouwde tijdens zijn carrière een behoorlijke erelijst op. Zo won hij de Ronde van Italië in 1988, een ronde waarin hij reeds in 1985 een etappe won. In de Ronde van Frankrijk 1992 won Hampsten de prestigieuze etappe naar Alpe d'Huez. Verder won hij twee keer de Ronde van Zwitserland en eenmaal de Ronde van Romandië.
Naast zijn prestaties in de Giro en de Tour was Hampsten ook enkele jaren een belangrijk helper van landgenoot Greg LeMond en in 1995 was hij ploeggenoot van vijfvoudig tourwinnaar Miguel Indurain.

## Belangrijkste overwinningen
1985
- 20e etappe Ronde van Italië
- Memorial Nencini

1986
- Proloog Ronde van Zwitserland
- Ronde van Zwitserland
- Jongerenklassement Ronde van Frankrijk

1987
- Eindklassement Ronde van Zwitserland

1988
- 3e etappe Parijs-Nice
- 12e en 18e etappe Ronde van Italië
- Eind- en bergklassement Ronde van Italië

1989
- Subida a Urkiola
- 2e etappe Ronde van het Baskenland

1990
- Subida a Urkiola
- 7e etappe Ronde van Zwitserland

1992
- 3e etappe Ronde van Romandië
- Ronde van Romandië
- 14e etappe Ronde van Frankrijk

1993
- 2e etappe Ronde van Galicië
- Ronde van Galicië

## Resultaten in voornaamste wedstrijden
| Jaar | Ronde van Italië | Ronde van Frankrijk | Ronde van Spanje |
| ---- | ---------------- | ------------------- | ---------------- |
| 1985 | 20e (1)          |                     |                  |
| 1986 |                  | 4e                  |                  |
| 1987 |                  | 16e                 |                  |
| 1988 | ↑ (2)            | 15e                 |                  |
| 1989 | ↑                | 22e                 |                  |
| 1990 |                  | 11e                 |                  |
| 1991 |                  | 8e                  |                  |
| 1992 | 5e               | 4e (1)              |                  |
| 1993 | 14e              | 8e                  |                  |
| 1994 | 10e              |                     |                  |
| 1995 | 58e              |                     |                  |

| Jaar | Milaan-San Remo | Gent-Wevelgem | Amstel Gold Race | Luik-Bast.‑Luik | Ronde van Lombardije | Clásica San Sebastián |  | WK op de weg |  | Wereldranglijsten |
| ---- | --------------- | ------------- | ---------------- | --------------- | -------------------- | --------------------- |  | ------------ |  | ----------------- |
| 1985 |                 |               |                  |                 |                      |                       |  | 64e          |  |                   |
| 1986 |                 |               |                  |                 |                      |                       |  |              |  | 13e (SPP)         |
| 1987 |                 | 115e          |                  | 40e             |                      |                       |  | 45e          |  | 32e (SPP)         |
| 1988 |                 |               |                  | 68e             |                      |                       |  |              |  |                   |
| 1989 | 58e             |               |                  |                 | 22e                  | 8e                    |  | 34e          |  | 62e (UWB)         |
| 1990 |                 |               | 53e              | 56e             |                      | 32e                   |  |              |  |                   |
| 1991 | 107e            |               |                  |                 |                      | 29e                   |  | 34e          |  |                   |
| 1992 |                 |               |                  |                 | 16e                  | 75e                   |  | 65e          |  |                   |
| 1993 |                 |               |                  | 52e             | 29e                  |                       |  |              |  |                   |
| 1994 |                 |               |                  | 48e             |                      |                       |  |              |  |                   |
| 1995 |                 |               |                  |                 | 52e                  |                       |  | 20e          |  |                   |